# オオツチグモ科
オオツチグモ科（オオツチグモか、大土蜘蛛科）とは、節足動物門鋏角亜門クモ綱クモ目の群のひとつである。一般にはタランチュラの名称でよく知られている。
オオツチグモ類は北アメリカ南西部から南アメリカ、熱帯アジア、地中海地方、熱帯アフリカ、ニューギニア島、オーストラリアなど、世界の温暖な地域に分布し、大型で全身に毛が生えていて、いかにも恐ろしそうな見た目をしている。南北アメリカのオオツチグモは腹部に刺激毛を持ち、自己防衛のためにこれを脚で蹴って飛散させることがあり、目や皮膚につくと痒みのある炎症を起こす。かつて、鳥の巣を襲い鳥を食べるという記事が美しいイラストとともに紹介され、トリトリグモ（鳥取り蜘蛛）あるいはトリクイグモ（鳥喰い蜘蛛）の和名が使われたが、実際には鳥を常食するわけではない。しかし体格が大きいため、小型の脊椎動物は餌の範囲に入り、鳥の雛やカエル、子ネズミなどは好んで捕食する。雄は成熟すると比較的短命であり、雌に食われてしまうこともあるが、雌は飼育下で数十年生きる種類もある。
サスペンス映画などで、殺人に巨大な毒蜘蛛が使われたりしたことで、知名度が世界的に広がった。しかし、それらは巨大で猛毒を持った危険なクモというイメージが強く、実際の生態とは異なる描写がされていることが多い。人をも殺す猛毒を持っているかのように描かれることが多いが、実際にはタランチュラの毒による死亡例は知られておらず、そのため血清等も存在しない。
バナナに卵や仔蜘蛛がついて、誤って輸入されてしまうことが稀にあり、日本でも昭和期に何度か大騒ぎになった。
世界最大のクモがこの科に含まれており、強力な刺激毛を持ち13cmほどになる南米のルブロンオオツチグモ（Theraphosa blondi）が世界最大といわれる。そのほかゴライアスピンクフットバードイーター（Theraphosa apophysis）やバーガンディゴライアスバードイーターなども候補としてあがっている。

## 人間との関係
近年タランチュラをペットとして飼養する愛好家が増えている。主に爬虫類専門のペットショップなどで扱われることが多い。ペットとされる代表種はチリアンコモンタランチュラ（Grammostola rosea ）やメキシカンレッドニータランチュラ（Brachypelma hamorii）などで、いずれもおとなしく長寿（雌であれば20年以上ともいわれる）で、美麗なため非常に人気がある。一部の大型種を除けば長辺30cm程度のプラケースで終生飼育可能であるため飼育スペースをあまり必要とせず、昆虫（コオロギ・ミールワームなど）・マウスといったペットショップで常時安価で売られている餌を食べ、水分と温度さえ十分であれば長期間の絶食（極端な例では水のみで30ヶ月も生存した例がある）にも耐えるなど、飼育にあまり手はかからない。餌は必ずしも生き餌でなくともよく、冷凍して販売されているマウスやラットの幼獣を解凍して与えることもできる。
人気の高いブラキペルマ属など多くのタランチュラは、ペットトレードが原因と思われる乱獲により現地個体数が激減し、絶滅のおそれのある野生動植物の種の国際取引に関する条約による商業取引の制限がされている。一時はそれが原因で価格が高騰したが、近年は愛好家による繁殖個体がペット市場に流通することが多くなり、落ち着きを取り戻しつつある。
便宜上分類として生息地及び生活様式による四つのタイプに分類されている。
ツリースパイダー
主に南米およびアジアに生息する樹上棲の種の総称。足が速く、色彩が美しいものが多い。ガイアナピンクトゥータランチュラなどが大人しく飼い易いとされる。レッグスパン（足を広げた幅）が30cmをこえるインディアンオーナメンタルタランチュラや、美麗種として名高いアンティルピンクトゥータランチュラ等がツリースパイダーの代表種。狂暴な種が多く、かつ驚異的な速度で移動するので脱走しやすい。
バードイーター
南北アメリカに生息するオオツチグモ亜科に属する種を一般的にこう呼ぶ。鳥喰い（Bird eater）蜘蛛の名を持つ。主に地表棲である。他のタイプのタランチュラと比べおとなしい種類が多いが、気の荒い種や個体も珍しくない。タランチュラの中で最も人気のあるグループで、飼いやすい入門種のチリアンコモンや美しいメキシカンレッドニー（Brachypelma hamorii）、世界最大のクモであるルブロンオオツチグモを含む。腹部に生える刺激毛を脚で引っ掻いて飛ばし、敵から身を守るという特徴的な行動をとる（一部ツリースパイダーでも同様の行動をするものもいる）。
バブーンスパイダー（バブーンタランチュラ）
アフリカに生息するハルパクティラ亜科の総称。バブーン（baboon）とは英語でヒヒの意。一説には姿が猿の手のようなのでその名があると言われている。生活様式は主に地中棲で、色彩も比較的地味であることが多い。代表種は8cmになるキングバブーンスパイダー（Citharischius crawshayi）で、極めて成長が遅く、雌であれば成体になるのに10年近く掛かるとされる。性格は極めて獰猛で、牙を擦り合わせ威嚇音をたてる。
アースタイガー
アジアに生息する種の中で、地中または半樹上性の種が主に該当する。極めて凶暴かつ毒性の強い種が多く含まれており、青い体色が美しいコバルトブルータランチュラ（Haplopelma lividum）といった人気種もある。

## 分類

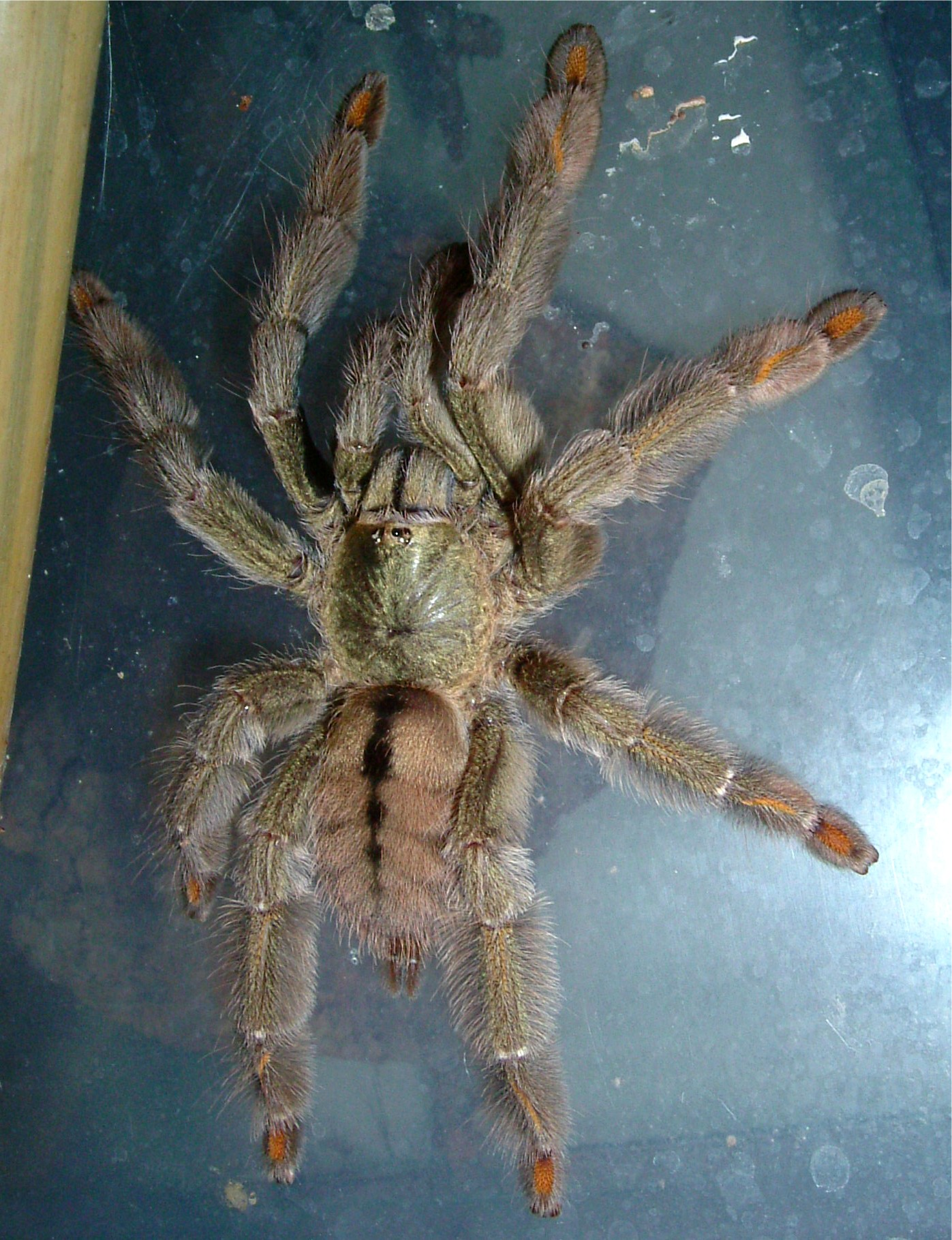
トリニダードシェブロン (Psalmopoeus cambridgei)

- Acanthopelminae アカントペルマ亜科：樹上性の小型のタランチュラ。新世界に分布。
- Aviculariinae アヴィクラリア亜科：カリブ海地方と南米に分布する樹上性のタランチュラ。一般にピンクトゥと呼ばれる。
- Eumenophorinae エウメノフォルス亜科：アフリカとその周辺に分布。
- Harpactirinae ハルパクティラ亜科：アフリカに分布。この亜科に属するタランチュラは一般にバブーンと呼ばれる。
- Ischnocolinae イシュノコルス亜科：広く分布。
- Ornithoctoninae オルニトクトヌス亜科：東南アジア、中国南部、ボルネオに分布。獰猛。
- Poecilotheriinae ポエキロテリア亜科：インドとスリランカに分布。
- Selenocosmiinae セレノコスミア亜科：東アジアとオーストラリアに分布。強い毒を持つ。
- Selenogyrinae セレノギルス亜科：インドとアフリカに分布。
- Stromatopelminae ストロマトペルマ亜科：西アフリカに分布する樹上性のタランチュラ。
- Theraphosinae オオツチグモ亜科：新世界に分布。刺激毛を持つ。ペットとして流通しているタランチュラの多くはこの亜科に含まれる。
- Thrigmopoeinae トリグモポエウス亜科：インドに分布。